# NGC 898
NGC 898 (również PGC 9073 lub UGC 1842) – galaktyka spiralna (Sab), znajdująca się w gwiazdozbiorze Andromedy. Odkrył ją William Herschel 17 października 1786 roku.